# Nemzeti Atlétikai Központ
Nemzeti Atlétikai Központ (deutsch Nationales Leichtathletikzentrum) ist ein Leichtathletikstadion im IX. Bezirk (Ferencváros) im Süden der ungarischen Hauptstadt Budapest. Es wurde für die Leichtathletik-Weltmeisterschaften 2023 errichtet und bot zunächst 37.326 Plätze. Nach den Weltmeisterschaften wurde die Anlage am östlichen Ufer der Donau und nördlich der Insel Csepel für die Nachnutzung auf 14.531 Plätze zurückgebaut. Der Eigentümer ist der ungarische Staat und der Betreiber der ungarische Leichtathletikverband Magyar Atlétikai Szövetség (MASZ).

## Geschichte
Die Pläne des Architekturbüros NAPUR Architect kft. mit dem führenden Architekt Marcel Ferencz war ursprünglich als Olympiastadion gedacht. Budapest bewarb sich für die Ausrichtung der Olympischen Sommerspiele 2024. Nach dem Bekanntwerden im Juli 2015 zog die Stadt ihre Bewerbung im Februar 2017 aufgrund von schwindender Unterstützung und einer Bürgerbewegung, die doppelt so viele Unterschriften wie benötigt für ein Referendum sammelte, zurück. Für die Bewerbung zu den Leichtathletik-Weltmeisterschaften 2023 ließ man die Pläne von NAPUR Architect für die Weltmeisterschaften und die Nachnutzung anpassen. NAPUR Architect war schon für die Schwimmhalle Duna Aréna verantwortlich. Zunächst sollte die olympische Arena 55.000 Plätze bieten, wurde dann auf 40.000 reduziert. Äußerlich erinnert der Entwurf mit ihrer Dachkonstruktion an die Heinz-von-Heiden-Arena in Hannover. Wenn der Oberrang abgetragen wurde, wird die Grundfläche des späteren Sportstadions eine kreisrunde Form haben. In den ersten Plänen sollte beim Rückbau das Dach entfernt werden. Dies hat man verworfen und über dem Stadionrund wird das Dach mit einer Zugseilkonstruktion, wie es im modernen Stadionbau häufig vorkommt, versehen, die ein transluzentes Material wie Polycarbonat über die Zuschauerränge spannt. Das Stadiongelände bietet seit den Weltmeisterschaften öffentlich zugängliche Freizeit- und Jugendsportbereiche. Der Bau sollte noch 2019 starten. Die Kosten wurden auf 100 Mrd. HUF (rund 310 Mio. Euro) geschätzt.
Am 19. Februar 2020 startete die Ausschreibung für das Bauprojekt. Bis zum 18. März des Jahres konnten Vorschläge eingereicht werden. Die Ausschreibung umfasste auch die Umgestaltung des Donauufers, infrastrukturelle Aufgaben und die Landschaftsgestaltung um das Stadion, das zu einem Freizeitziel für die Bewohner werden soll. Es wurden konkretere Zahlen genannt. Es sollen 9600 Tonnen Baustahl verbaut werden. Das Dach wird eine Fläche von 25.000 m² abdecken. Das doppelstöckige Stadion bot zu den Weltmeisterschaft 37.326 Plätze. Davon waren 22.795 temporäre Plätze, die sich auf dem Oberrang befanden. Nach den Titelkämpfen wurde dieser zurückgebaut und 14.531 Plätze bleiben erhalten.
Der Bau begann im Dezember 2020 mit der Räumung des früheren Industriegebiets der VITUKI Hungary Kft. (Wissenschaftliches Forschungszentrum VITUKI für Umweltschutz und Wasserwirtschaft) und der Sprengung eines Hochhauses.
Der Bau war in der Folge fortgeschritten. Nach der Errichtung der Ränge wurde mit der Stahlgerüstkonstruktion des Dachs begonnen und mit der schützenden Membran per Seilnetz bespannt. Im Herbst 2022 wurden die temporären Stahltribünen errichtet. Je zwei Videoleinwände und Anzeigetafeln sind am Dachrand in den Kurven aufgehängt. Unter den Tribünen verläuft eine Laufstrecke, die die Athleten zum wetterunabhängigen Aufwärmen nutzen können. Der Rasen wurde frühzeitig verlegt, damit er Zeit hatte, um richtig anzuwachsen und den Belastungen wie beim Hammerwurf standzuhalten. Die Fläche für die Kunststoffbahn von Mondo war vorbereitet; die Verlegung wurde später durchgeführt. Am 28. Oktober 2022 wurde auf der Baustelle Richtfest zur Fertigstellung des Dachs und die Einweihung der Fußgänger- und Fahrradbrücke am Stadion, die das Trainingszentrum an der Spitze der Insel Csepel mit dem Stadion verbindet, gefeiert. Das gesamte Bauprojekt hatte ein Budget von 238 Mrd. HUF (rund 583 Mio. Euro).
Im März 2023 war der Bau termingerecht fertiggestellt. Als Nächstes stand die technische Übergabe durch die ZÁÉV und Magyar Építő auf dem Plan.
Am 15. Juni 2023 fand im Leichtathletikstadion der erste, symbolische, Lauf mit dem Präsidenten der World Athletics, Sebastian Coe, statt. Mit dieser Aktion wurde Nemzeti Atlétikai Központ übergeben. Zwei Tage später feierte man die Eröffnung mit einem Tag der offenen Tür. Rund 15.000 Menschen kamen, mehr als 5000 meldeten sich für die Teilnahme an den Laufrennen auf dem Gelände an. Für 2000 Besucher gab es Führungen und es konnten Leichtathletikgeräte ausprobiert werden. Bis zum Jahresende 2022 stiegen die Kosten für das gesamte Projekt auf 246 Mrd. HUF, mehr als für die Puskás Aréna (190 Mrd. HUF).
Am 22. November 2024 gab die World Athletics Details zur neuen World Athletics Ultimate Championships bekannt. Ab 2026 wird die Veranstaltung alle zwei Jahre ausgetragen. An drei Tagen sollen insgesamt 28 Entscheidungen fallen. Die erste Austragung in Budapest ist für den 11. bis 13. September 2026 im Stadion der Leichtathletik-Weltmeisterschaften 2023 geplant.